# 约瑟夫·冯·斯坦伯格
约瑟夫·冯·斯坦伯格（英語：Josef von Sternberg，1894年5月29日—1969年12月22日）奥地利裔美国电影制片人，他在职业生涯中成功从无声电影过渡到有声电影时代，在此期间，他与大多数好莱坞主要电影制片厂合作。他最出名的是1930年代与女演员瑪琳·黛德麗合作的电影，包括备受好评的派拉蒙/UFA 制作的《蓝天使》（1930年）。